# Рыбное (Киев)
Рыбное  (укр. Рибне) — историческая местность в Днепровском районе города Киев. 

## История
Посёлок возник в 1946 году при «Совхозе Рыбное». Здесь были свиноферма и бойня. До 1994 года Рыбное являлось посёлком при совхозе. 

## География
Посёлок расположен на востоке административного района — между Броварским проспектом и ж/д линией Киев—Бровары. Рыбное окружено лесом Днепровского лесничества, что в составе Дарницкого лесопаркового хозяйства.
Западнее расположено урочище и заказник Рыбное (площадь 4 га), южнее — заказник Пляховая (площадь 100 га). 

### Застройка
Здесь есть единственная улица Береговая, соединяющая посёлок с Броварским проспектом. 
Застройка посёлка представлена 4 2-этажными и 6 одноэтажными жилыми домами. Отсутствуют объекты инфраструктуры. 

### Транспорт
До 23 мая 2012 года отсутствовало транспортное сообщение с поселком, до введения нового маршрута маршрутного такси №154 (курсирует трижды в день).